# Steyermarkiella
Steyermarkiella là một chi rêu trong họ Dicranaceae.